# Разумовский, Вадим Владиленович
Вади́м Владиле́нович Разумо́вский (род. 25 февраля 1958) — российский дипломат.

## Биография
Окончил Московский государственный институт международных отношений (МГИМО) МИД СССР (1980). Владеет французским, английским, итальянским и немецким языками. На дипломатической работе с 1980 года.
В 1980—1984 годах — сотрудник Посольства СССР в Мали.
В 1989—1994 годах — сотрудник Посольства СССР/России во Франции.
В 1997—2000 годах — сотрудник Посольства России в США.
В 2003—2006 годах — сотрудник Постоянного представительства России при ЮНЕСКО.
В 2008—2012 годах — начальник отдела Первого европейского департамента МИД России.
В 2012—2015 годах — советник, старший советник Посольства России в Ватикане.
В 2015—2017 годах — начальник отдела Генерального секретариата (Департамента) МИД России.
В 2017—2019 годах — заместитель директора Департамента Африки МИД России.
С 4 марта 2019 по 23 июня 2023 года — чрезвычайный и полномочный посол Российской Федерации в Гвинее.
С 4 марта 2019 по 23 июня 2023 года — чрезвычайный и полномочный посол Российской Федерации в Сьерра-Леоне по совместительству.

## Дипломатический ранг
- Советник 1 класса (июнь 2004)[4].
- Чрезвычайный и полномочный посланник 2 класса (11 июня 2019)[5].
- Чрезвычайный и полномочный посланник 1 класса (13 сентября 2021)[6].

## Семья
Женат, имеет взрослую дочь.